# Sylvacaecilia grandisonae
Sylvacaecilia grandisonae is een wormsalamander uit de familie Indotyphlidae.
De soort werd voor het eerst wetenschappelijk beschreven door Edward Harrison Taylor in 1970. Oorspronkelijk werd de wetenschappelijke naam Geotrypetes grandisonae gebruikt. De wormsalamander werd lange tijd tot de familie Caeciliidae gerekend. Het is de enige soort uit het monotypische geslacht Sylvacaecilia.
Sylvacaecilia grandisonae is endemisch in Ethiopië. De wormsalamander komt voor op een hoogte van 1500 tot 2100 meter boven zeeniveau. Vanwege de verborgen levenswijze is over de biologie en levenswijze weinig bekend.
Gegeneophis · 
Grandisonia · 
Hypogeophis · 
Idiocranium · 
Indotyphlus · 
Praslinia · 
Sylvacaecilia